# Ti Lung

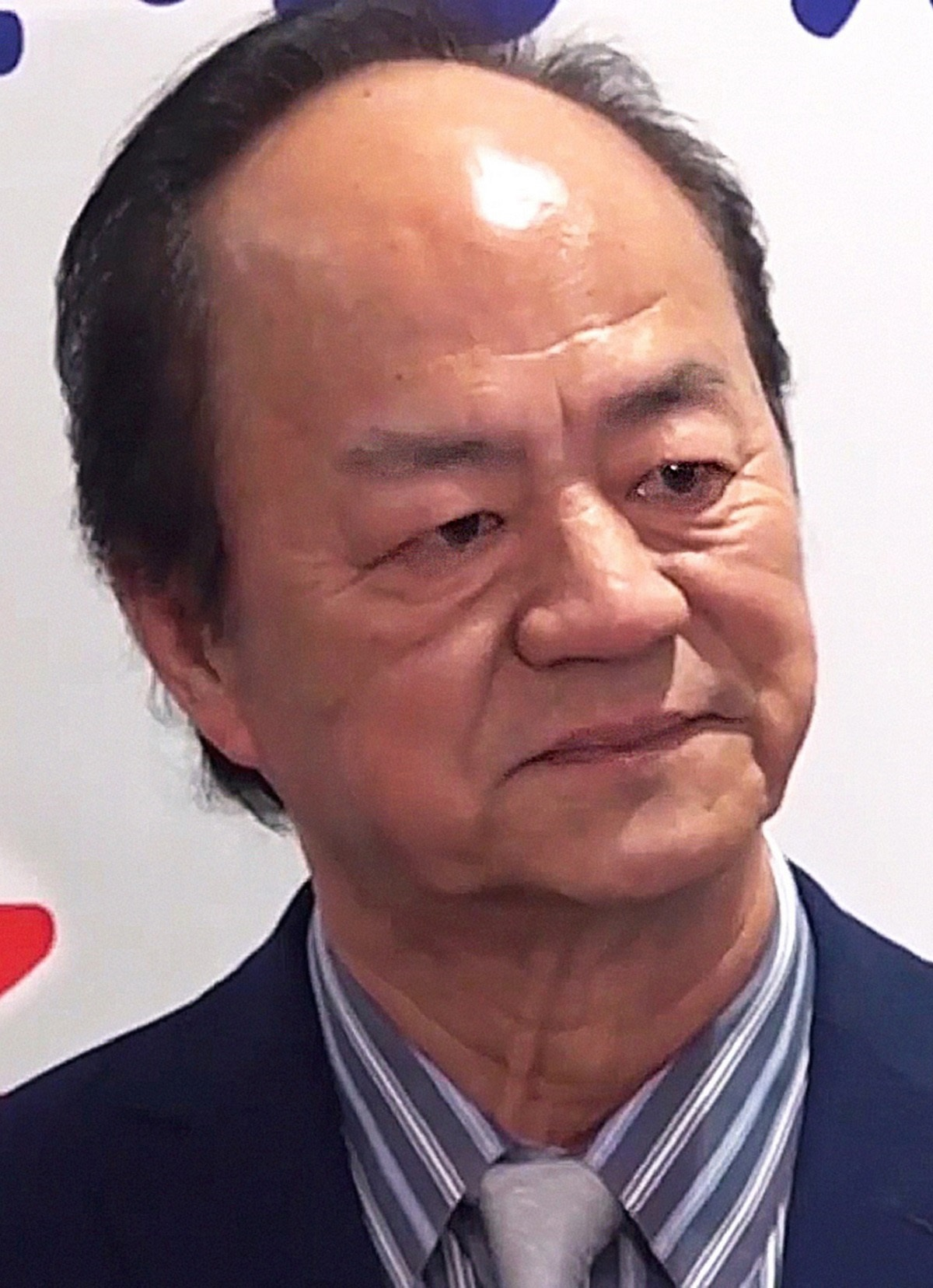
Ti Lung, 2019

Ti Lung (chinesisch 狄龍 / 狄龙, Pinyin Dí Lóng, W.-G. Ti Lung, Jyutping Dik6 Lung4; * 3. August 1946 als Tommy TAM Fu-wing – 譚富榮 / 谭富荣,  Tán Fùróng, Jyutping Taam4 Fu3wing4 – in Xinhui, Guangdong China) ist ein chinesischer Schauspieler und Regisseur. Er gehört zu den bekanntesten Darstellern in Martial-Arts-Filmen des in Hongkong beheimateten Filmstudios Shaw Brothers. In Europa zählen Das Schwert des gelben Tigers, Drunken Master II, City Wolf und City Wolf II zu seinen bekanntesten Filmen.

## Leben
Ti Lung gilt als einer der Kung-Fu-stärksten Stars der Shaw Brothers, den manche sogar in Verbindung mit Bruce Lee nennen.
In den späten 1960er Jahren begann er wie viele Kollegen als Stuntman bei den Shaw Brothers, ehe er seine erste Hauptrolle in der Liebestragödie Si jiao erhielt. Durch Regisseur Chang Cheh erhielt er danach auch Rollen, in denen er sein Können im Bereich Martial Arts (Wing Chun) zeigen konnte.
Gemeinsam mit ihm und David Chiang bildete Chang Cheh Anfang der 1970er das als „Deadly Duo“ bekannte Kampfduo, welches das erste von denen wurde, für die der Regisseur so bekannt wurde. Zu zweit wurden die beiden Schauspieler berühmt und sorgten für verschiedene Kassenschlager, jedoch stand Ti Lung immer im Schatten David Chiangs. Ende der 1970er Jahre trennten sich die beiden, was für Ti Lung einen großen Karriereschub bedeutete.
Auch nach der Auflösung der Shaw Brothers blieb er als Schauspieler aktiv. Er hatte zu jener Zeit mit Schauspielerin Li Ching eine Beziehung und war nach seiner Hochzeit noch mit der ebenfalls verheirateten Ching Li zusammen.
Ti ist bereits seit vielen Jahren mit Tao Man-Ming  a verheiratet und Vater eines Sohnes, Shaun Tam  b.
Fußnoten

## Filmografie (Auswahl)
- 1969: Todespagode des gelben Tigers (Bao biao)
- 1970: Kuan, der unerbittliche Rächer (Bao chou)
- 1971: König der Shaolin (Delightful forest)
- 1971: Das Schwert des gelben Tigers (Xin du bi dao)
- 1972: Die Blutsbrüder des gelben Drachen (Blood brothers)
- 1972: Die sieben Schläge des gelben Drachen (Shui hu zuhuan)
- 1972: Ti Lung – Duell ohne Gnade (The duel)
- 1972: Die tödlichen Zwei (The deadly duo)
- 1972: Zehn gelbe Fäuste für die Rache (The angry guest)
- 1973: Die 13 Söhne des gelben Drachen (The heroic ones)
- 1973: Fan Chu – Die tödliche Rache (Duel of fists)
- 1973: Teufelspiraten von Kau-Lun (The pirate)
- 1974: Die Eroberer (All men are brothers)
- 1974: Four Riders (Four riders)
- 1974: Die wilden Fünf (Savage five)
- 1974: Ti Lung – der tödliche Schatten des Mr. Shatter (Shatter)
- 1975: Die gnadenlosen 5 (Five Shaolin masters)
- 1975: Die unschlagbaren Sieben (Seven men's army)
- 1976: Der Tempel der Shaolin (Shao lin temple)
- 1977: Die Blutsbrüder des Kung Fu (Friends)
- 1977: Die Bruderschaft der gelben Höllenhunde (Chu liu xiang)
- 1977: Das Todesduell der Tigerkralle (San shao ye de jia)
- 1978: Die Rückkehr der gelben Höllenhunde (Bian fu chuang qi)
- 1978: Der Schrei des gelben Adlers (Leng xue shi san ying)
- 1978: Ti Lung – Das blutige Schwert der Rache (Sha jue)
- 1978: Der Todesgriff der Shaolin (Shaolin handlock)
- 1979: Die grausame Rache der Shaolin (Feng-liu tuan-chi)
- 1979: Der Tiger von Kwan Tung (Ten tigers of Kwan Tun)
- 1979: Die Todeshand des gelben Adlers (Kung Fu instructor)
- 1979: Der Todesschlag der Stahlfinger (Tien-ya ming-yüeh tao)
- 1980: Der Mann mit der Stahlkette (Convict killer)
- 1980: Das unbesiegbare Schwert der Shaolin (To-ching chien-ko tuan-ching tao)
- 1981: Todesduell im Kaiserpalast (Shu jian en chou lou)
- 1985: City Wolf (Yingshun bunsik)
- 1987: Die 7. Macht (Wai Si-Lei chuen kei)
- 1987: City Wolf II – Abrechnung auf Raten (Yingshun bunsik II)
- 1989: Born Hero (Tiger on the Beat)
- 1993: The First Shot (Lim jing dai yat gik)
- 1994: Drunken Master (Tsui kun II)
- 2001: Mist in Judge (Dip Ying Saai Gei)
- 2003: Star Runner (Siu nin ah fu)
- 2005: The Professional – Story of a Killer (One last dance)
- 2006: KillerLady (Jopog manura 3)
- 2008: Sword Butterly – Schwert des Schicksals (Mo hup leung yuk)
- 2008: Three Kingdoms – Der Krieg der drei Königreiche (Saam Gwok Dzi Gin Lung Se Gap)
- 2010: The Warrior’s Way
- 2010: Frozen
- 2010: The Jade and the Pearl
- 2011: Two Knives
- 2016: The Kid from the Big Apple
- 2017: The Kid from the Big Apple 2: Before we forget

## Synchronisatoren
Ti Lung wurde in Deutschland von folgenden Schauspielern synchronisiert: Fred Maire, Christian Brückner und Thomas Danneberg.